# As seen on TV

Logo đặc trưng thường thấy của bảng tên.

As seen on TV (tạm dịch: Đã xem trên TV) là một bảng tên chung để chỉ các sản phẩm quảng cáo trên truyền hình ở Hoa Kỳ có thể đặt hàng bằng thư trả lời hoặc trực tiếp thông qua số điện thoại miễn phí. Các quảng cáo As seen on TV thường được biết đến dưới dạng thông tin thương mại và có độ dài khoảng 30 phút hoặc ít hơn hai phút trong thời gian quảng cáo giữa các chương trình. Các sản phẩm được quảng cáo bao gồm: sản phẩm nhà bếp; đồ gia dụng; ô tô; vệ sinh; chăm sóc sức khỏe; mỹ phẩm; dụng cụ thể dục, sách; đồ chơi và trò chơi cho trẻ em. Thông thường, bao bì cho những mặt hàng này sẽ có một con dấu màu đỏ với dòng chữ "AS SEEN ON TV" màu trắng nổi bật hiện lên trên, một ám chỉ có chủ ý đến logo của tạp chí TV Guide.
Kể từ khi Internet trở nên phổ biến, các sản phẩm của As seen on TV sau đó đã chuyển sang bán hàng trên nền tảng trực tuyến. Vào năm 2015, một công ty As seen on TV mới đã được thành lập và ra mắt như một thị trường đa nhà cung cấp, cho phép các nhà sản xuất và người bán sản phẩm có thể bán hàng tồn kho của họ thông qua trang web New Easy.
Biểu trưng và cụm từ màu đỏ của As seen on TV hiện thuộc phạm vi công cộng và có thể được sử dụng trên bao bì sản phẩm hay các đoạn quảng cáo miễn phí mà không vi phạm bản quyền.